# Tipula (Microtipula) percomptaria
Tipula (Microtipula) percomptaria is een tweevleugelige uit de familie langpootmuggen (Tipulidae). De soort komt voor in het Neotropisch gebied.